# UFC Fight Night: Cowboy vs. Edwards
UFC Fight Night: Cowboy vs. Edwards fue un evento de artes marciales mixtas organizado por Ultimate Fighting Championship que se llevó a cabo el 23 de junio de 2018 en el Singapore Indoor Stadium en Kallang, Singapur.

## Historia
El evento estelar contó con un combate de peso wélter entre Donald Cerrone y Leon Edwards.
El evento coestelar contó con un combate de peso semipesado entre Ovince Saint Preux y Tyson Pedro.

## Premios extra
Los siguientes peleadores recibieron $50 000 en bonos:
- Pelea de la Noche: Shane Young vs. Rolando Dy
- Actuación de la Noche: Ovince Saint Preux y Song Yadong